# Stage Left
Stage Left è il quarto album solista di Martin Barre. Esso contiene 13 tracce strumentali e una ("Don't Say a Word") cantata. Martin Barre esplora diversi stili di chitarra come ad esempio il blues acustico o il progressive rock (e non solo).

## Tracce
1. Count the Chickens
2. As Told By
3. A French Correction
4. Murphy's Law
5. My Favourite Things
6. After You After Me
7. D.I.Y.
8. Spanish Tears
9. Stage Fright
10. Winter Snowscape
11. Nelly Returns
12. Celestial Servings
13. I Raise My Glass to You
14. Don't Say a Word

## Formazione
- Martin Barre – chitarre
- Jonathan Noyce – basso elettrico
- Andrew Giddings – tastiere
- Darren Mooney – batteria, percussioni
- Simon Burrett – voce in Don't Say a Word